# John Botts

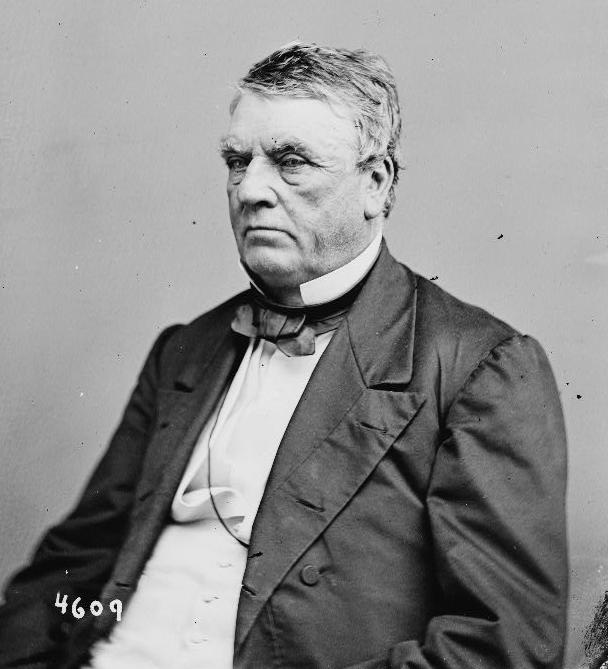
John Botts

John Minor Botts (* 16. September 1802 in Dumfries, Prince William County, Virginia; † 8. Januar 1869 in Richmond, Virginia) war ein US-amerikanischer Politiker. Zwischen 1839 und 1843 sowie nochmals von 1847 bis 1849 vertrat er den Bundesstaat Virginia im US-Repräsentantenhaus.

## Werdegang
John Botts besuchte die öffentlichen Schulen in Richmond. Nach einem anschließenden Jurastudium und seiner 1830 erfolgten Zulassung als Rechtsanwalt begann er dort in diesem Beruf zu arbeiten. Später zog er in das Henrico County, wo er sich in der Landwirtschaft betätigte. Politisch schloss sich Botts der 1835 gegründeten Whig Party an. Zwischen 1833 und 1839 saß er im Abgeordnetenhaus von Virginia.
Bei den Kongresswahlen des Jahres 1838 wurde Botts im zweiten Wahlbezirk von Virginia in das US-Repräsentantenhaus in Washington, D.C. gewählt, wo er am 4. März 1839 die Nachfolge von James Bouldin antrat. Nach einer Wiederwahl konnte er bis zum 3. März 1843 zwei Legislaturperioden im Kongress absolvieren. Seit 1841 vertrat er dort den elften Distrikt seines Staates. Die Zeit ab 1841 war von den Spannungen zwischen Präsident John Tyler und den Whigs geprägt. Außerdem wurde damals bereits über eine mögliche Annexion der seit 1836 von Mexiko unabhängigen Republik Texas diskutiert. Im Jahr 1842 wurde Botts nicht wiedergewählt.
Bei den Kongresswahlen des Jahres 1846 wurde er dann im sechsten Wahlbezirk seines Staates als Nachfolger von James Alexander Seddon erneut in den Kongress gewählt, wo er zwischen dem 4. März 1847 und dem 3. März 1849 eine weitere Legislaturperiode absolvieren konnte. In dieser Zeit, die von den Ereignissen des Mexikanisch-Amerikanischen Krieges bestimmt war, fungierte er als Vorsitzender des Ausschusses für Militärangelegenheiten. In den Jahren 1848 und 1850 bewarb er sich erfolglos um seinen Verbleib im bzw. seine Rückkehr in den Kongress.
In den Jahren 1850 und 1851 war John Botts Delegierter auf einer Versammlung zur Überarbeitung der Verfassung seines Heimatstaates. Seit 1852 praktizierte er wieder als Anwalt in Richmond. Im Jahr 1860 war er als Unionist ein Gegner der Sezession Virginias. Gleichzeitig weigerte er sich aber, am Bürgerkrieg gegen den Süden teilzunehmen. Wegen seiner Unionstreue wurde er im Jahr 1862 im konföderierten Virginia zeitweise ohne Prozess oder Urteil inhaftiert. Im Jahr 1866 war er Delegierter auf der Southern Loyalists’ Convention, auf der sich die während des Bürgerkriegs unionstreuen Südstaatler trafen. Er starb am 8. Januar 1869 in Richmond.